# Robert Gliński
Robert Ignacy Gliński (ur. 17 kwietnia 1952 w Warszawie) – polski reżyser, scenarzysta i pedagog. Profesor sztuk filmowych, w latach 2008–2012 rektor PWSFTviT w Łodzi.

## Życiorys
W 1971 r. ukończył XXXV Liceum Ogólnokształcące im. Bolesława Prusa w Warszawie. Absolwent Wydziału Architektury Politechniki Warszawskiej (1975). W 1979 r. ukończył studia na Wydziale Reżyserii Państwowej Wyższej Szkoły Filmowej, Telewizyjnej i Teatralnej im. Leona Schillera w Łodzi.
17 kwietnia 2008 r. został wybrany na stanowisko rektora PWSFTviT. Funkcję tę sprawował do 2012.
Dyrektor Teatru Powszechnego im. Zygmunta Hübnera w Warszawie w latach 2011–2013.
Największymi sukcesami Glińskiego były filmy: Cześć Tereska, który zdobył nagrodę na 26. Festiwalu Polskich Filmów Fabularnych w Gdyni i Wróżby kumaka na podstawie książki Güntera Grassa.

## Życie prywatne
Jego młodszym bratem jest socjolog i polityk Piotr Gliński. Był partnerem życiowym aktorki Joanny Żółkowskiej.

## Filmografia
Filmy
- Niedzielne igraszki (1983)
- Rośliny trujące (1985)
- Łabędzi śpiew (1988)
- Superwizja (1990)

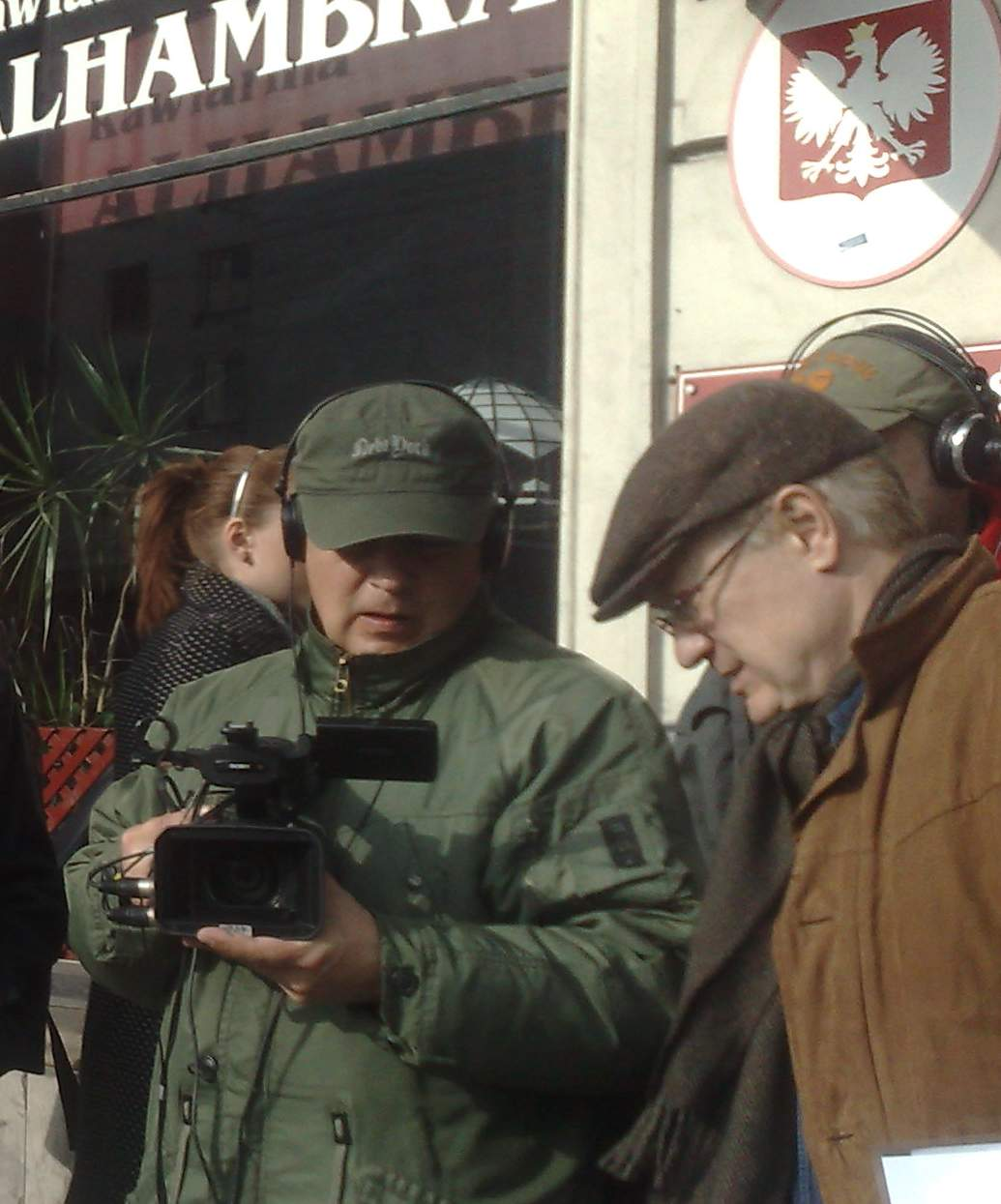
Robert Gliński podczas realizacji filmu dokumentalnego Homo.pl, 2007

- Wszystko co najważniejsze... (1992)
- Matka swojej matki (1996)
- Kochaj i rób co chcesz (1997)
- Cześć Tereska (2000)
- Wróżby kumaka (2005)
- Benek (2007)
- Homo.pl (2007)
- Świnki (2009)
- Kamienie na szaniec (2014)
- Czuwaj (2017)
- Zieja (2020)

Seriale
- Izabela (2000)
- Osiecka (2020) – wspólnie z Michałem Rosą

## Nagrody
- Orzeł
  - 2002: Najlepszy film Cześć Tereska
  - Najlepsza reżyseria Cześć Tereska: Nagroda publiczności Cześć Tereska
- Nagroda na FPFF w Gdyni
  - 1992 Wszystko co najważniejsze...
  - 2001 Cześć Tereska